# Rzivost topolu

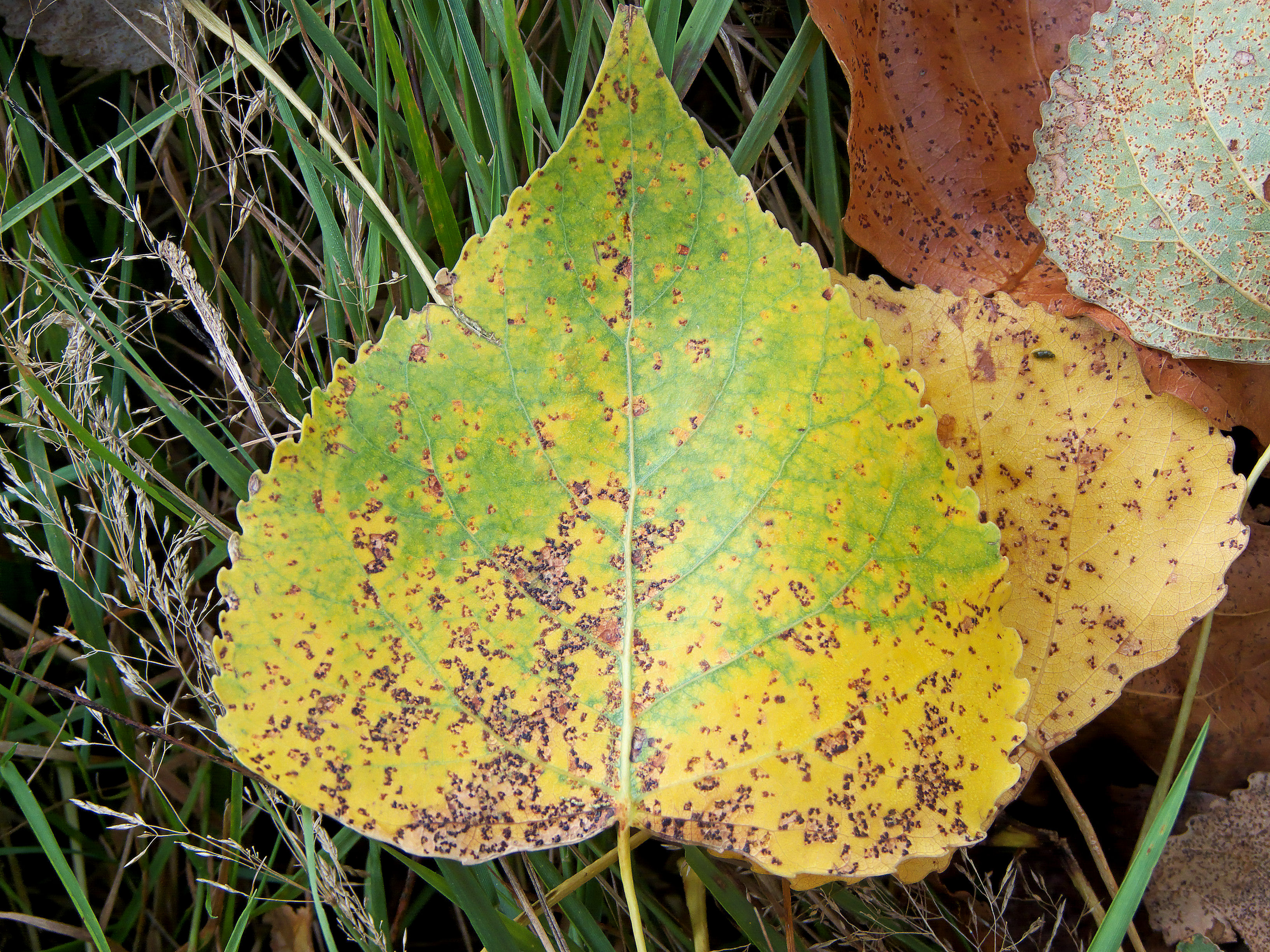
Rez Melampsora larici-populina na topolu, teleutospory

Rzivost topolu je houbová choroba rostlin způsobená houbami rodu rez (Melampsora) z čeledě rzi (Pucciniales), nejčastěji houbou Melampsora laricis-populina. Na topolech je známým patogenem rez sosnokrut (Melampsora populnea). Rozšiřujícím se patogenem tohoto rodu je na začátku 21. století Melampsora medusae
Rzi rodu Melampsora jsou nejškodlivějším a nejrozšířenějším patogenem topolů. Omezily používání topolů ve výsadbách, výrobě biopaliv a v lesní produkci na mnoha místech světa. Téměř všechny známé kultivary topolu jsou náchylné k Melampsora laricis-populina a neustále se vyvíjí nové virulentní kmeny. Na začátku 21. století je naléhavým úkolem položit základ důkladné znalosti o druzích, které jsou hostiteli choroby.

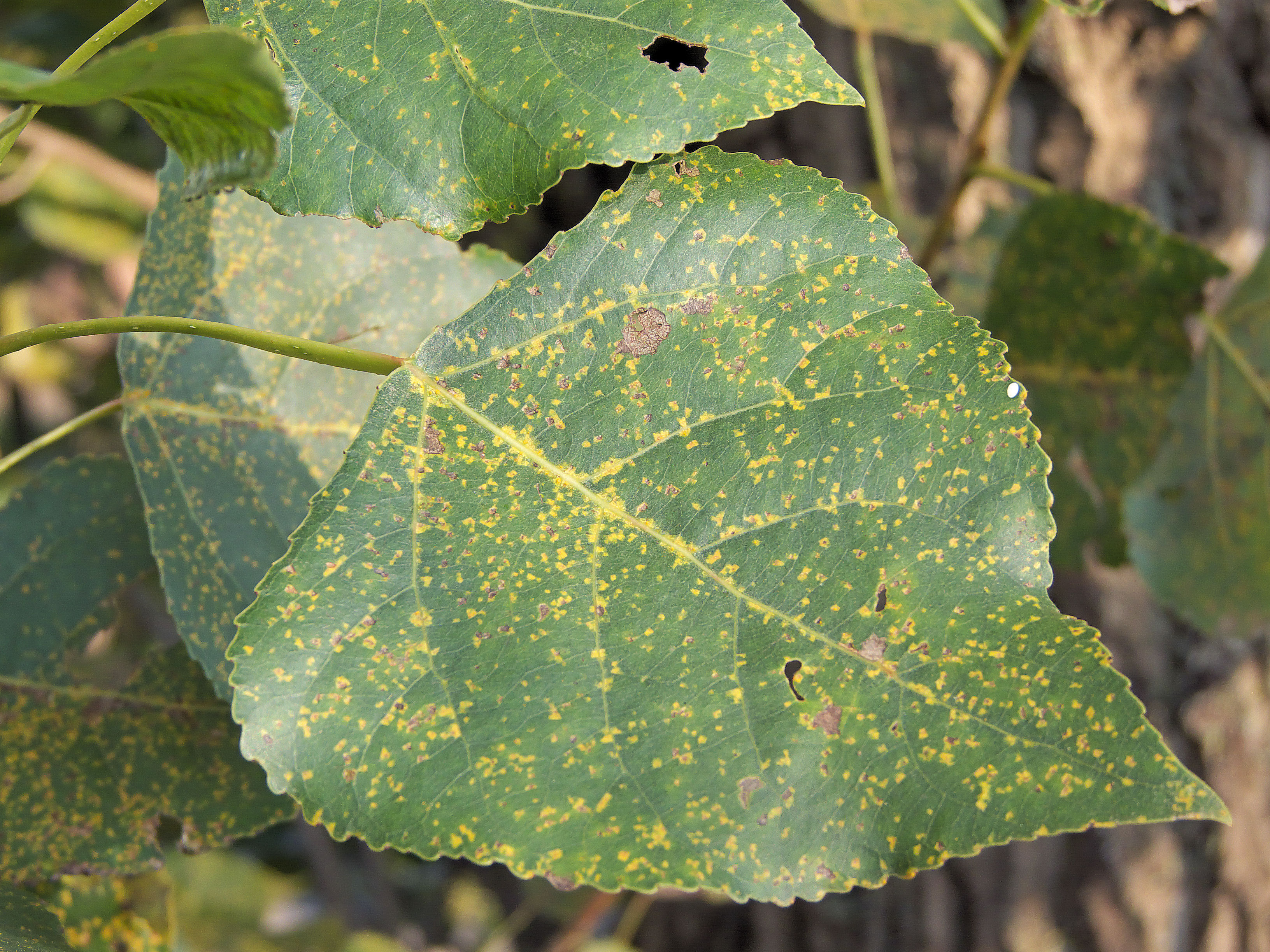
List topolu Melampsora larici-populina s uredosporami

## EPPO kód
- Melampsora 1MELMG[1]
- Melampsora larici-populina – MELMLP [2]

## Synonyma patogena

### Vědecké názvy
Podle biolib.cz je pro patogena s označením Melampsora používáno více rozdílných názvů, například Chnoopsora nebo Podosporium.

## Zeměpisné rozšíření
Celosvětové.

## Hostitel
Mnoho ze rzí, které poškozují topoly, jsou dvoubytné rzi, potřebují ke svému vývoji druhého hostitele. Rez Melampsora medusae ale například dalšího hostitele nevyžaduje. Seznam hostitelů podle eol.org :
- topol (Populus)
- modřín (Larix kaempferi, Larix decidua)
- douglaska (Pseudotsuga menziesii)

Melampsora medusae napadá mimo uvedené rody i borovice. Na topolech je známým patogenem rez sosnokrut (Melampsora populnea), který poškozuje rovněž borovici. 

## Příznaky

### List
Od počátku léta na rubu listů žlutooranžové tečky, často je celá čepel listu skvrnitá. Na podzim se v místech napadení objevuje hnědé nekrotické pletivo, které je viditelné na lící listů jako černohnědé skvrny. Listy zasychají a opadávají. Při velmi silných infekcích může strom takto shodit i všechny listy v průběhu 3 týdnů, přičemž později může dojít i k uschnutí a opadu větví.

## Význam
Poškozování jehličnanů ve školkách, omezení použití topolů jako okrasných dřevin a jejich komerční použití.

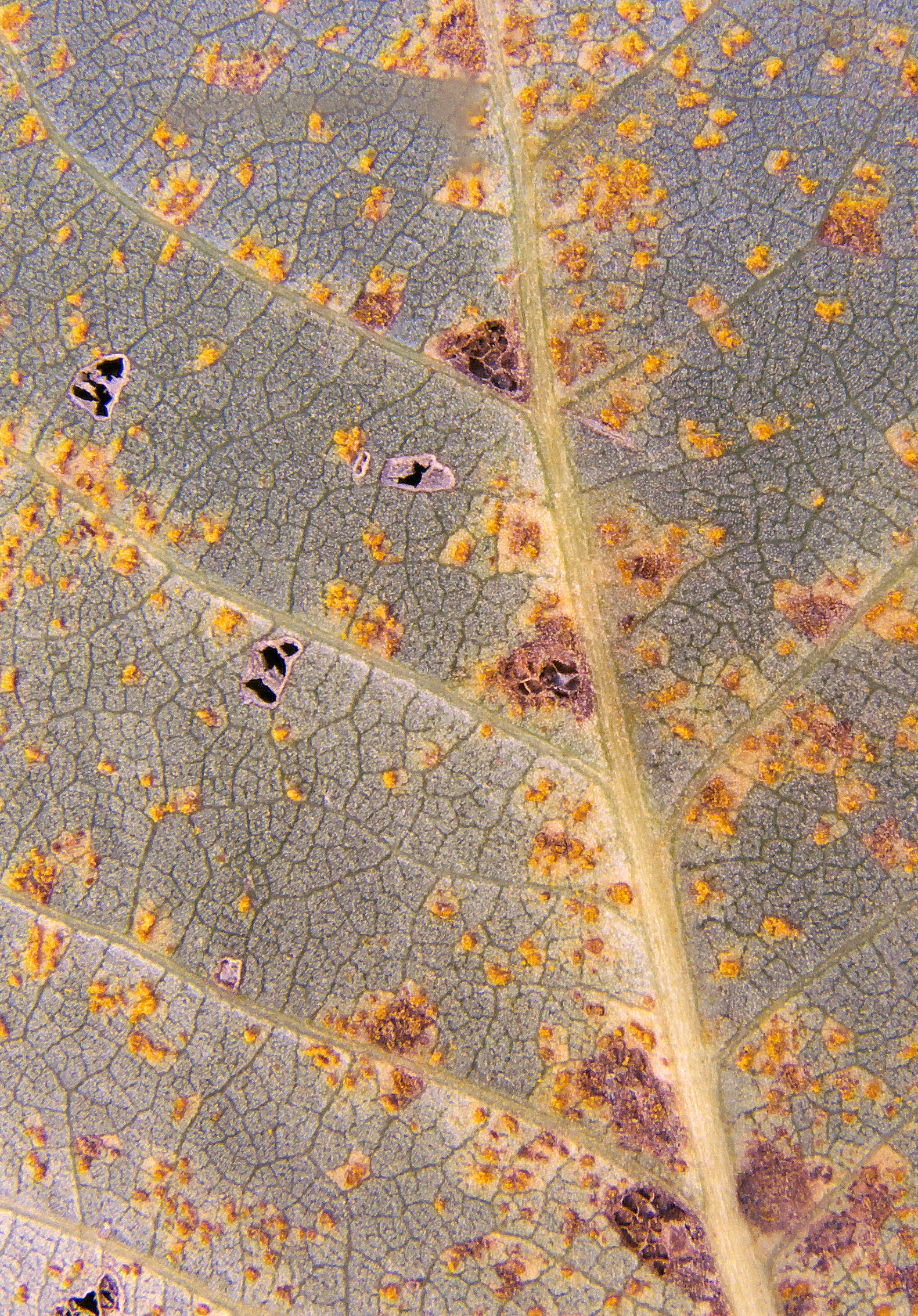
Uredcospory Melampsora larici-populina

## Biologie
Rez Melampsora larici-populina vyžaduje topol a modřín jako hostitele k dokončení svého životního cyklu. Rez přezimuje jako teliospory na opadaném listí z topolu. 
Tyto spóry vyklíčí na jaře, tvoří se basidiospory přenosné větrem, což má za následek infekce modřínového jehličí. O několik dní později, se tvoří žlutooranžové aeciospory na jehlicích jehličnanů. Během jara jsou infikovány vyrůstající listy topolu. Na listech topolu se tvoří urediniospory (žluto-oranžové puchýřky) a rez se šíří na topolech po celé léto. V pozdním létě, se teliospory opět tvoří na listech topolů a životní cyklus rzi je uzavřen. 

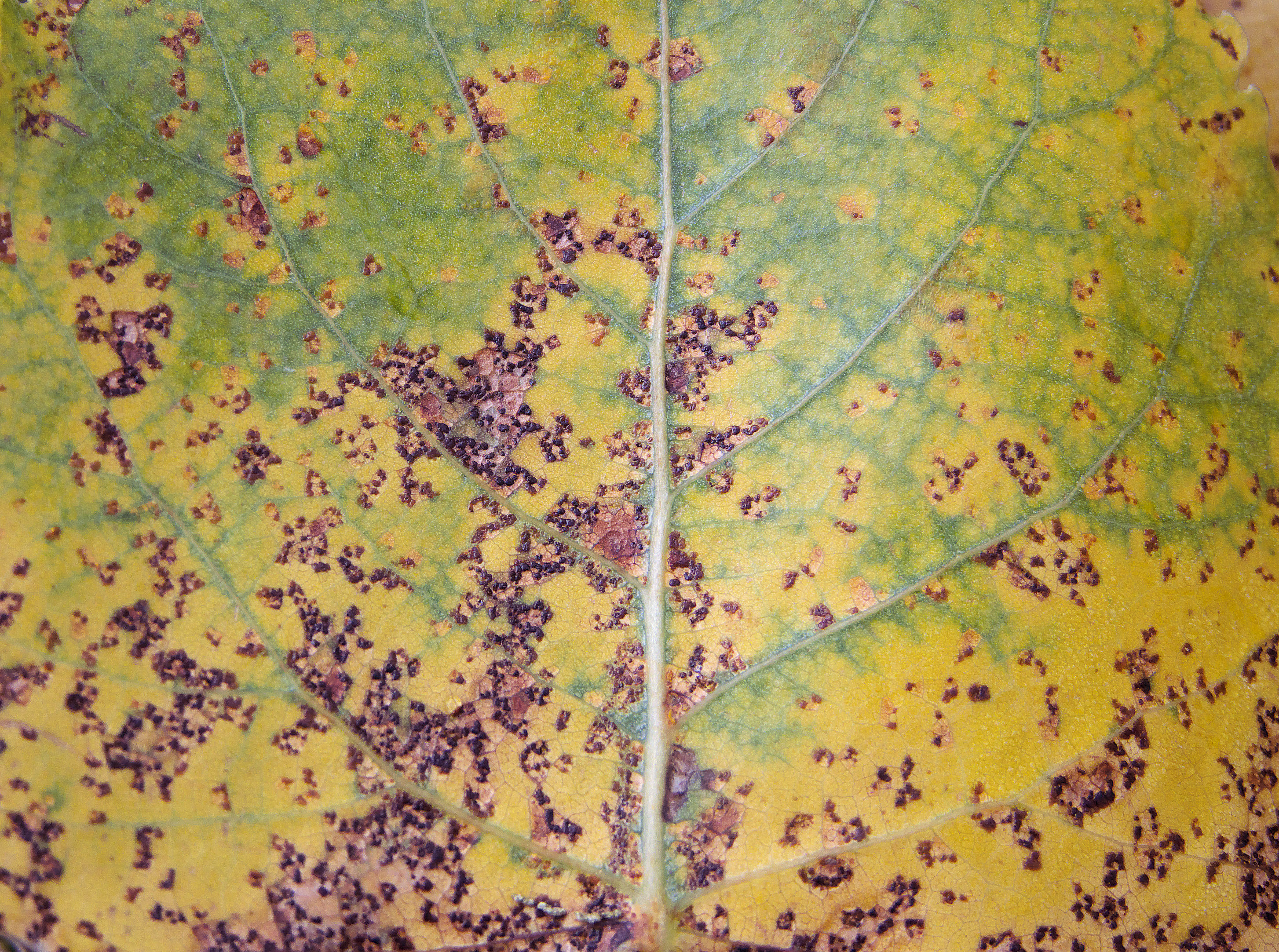
Teleutospory na listu topolu Melampsora larici-populina

## Šíření
Větrem.

## Ochrana rostlin

### Prevence
K zamezení infekce se u dvoubytných rzí doporučuje odstranit jednoho nebo druhého hostitele. Někdy oproti veškeré snaze rzi nacházejí alternativní hostitele, například mezi plevelnými bylinami. Ne všechny rzi napadající topoly jsou dvoubytné. Rez Melampsora medusae například dalšího hostitele nevyžaduje a tato ochrana tedy neúčinkuje vůbec. Je často obtížné rzi bez laboratorních testů spolehlivě rozlišit. 

### Agrotechnická opatření
Odstranění opadaného listí přes zimu, nebo jeho zarytí.

### Biologický boj
Experimenty s biologickým bojem byly úspěšné v laboratorních podmínkách při použití Bacillus spp. proti rzi ve skleníku na Pseudotsuga menziesii. (McBride, 1965)

### Rezistence
Existují rezistentní kultivary topolu. Mohou být vybrány nepřímo podle počtu a rychlosti uzavření průduchů (Siwecky, 1974). Prakesh & Heather
(1989) informoval o částečné rezistenci P. deltoides klonů proti dvěma variantám M. medusae.